# Pingasa meeki
Pingasa meeki là một loài bướm đêm trong họ Geometridae.